# Amara oxiana
Amara oxiana (лат.) — вид жуков-тускляков из семейства жужелиц и подсемейства харпалин (Harpalinae). Один из двух видов подрода Eoleirides Tschitscherin, 1898.

## Описание
Бронзовые жуки длиной тела 6—7,25 мм. Бёдра черные, голени красноватые. Переднеспинка слабо поперечная, передний край умеренно выемчатый, углы слегка выступающие.

## Распространение
В статье с первоописанием вида в качестве места сбора типовых экземпляров указаны окрестности города Кяхта в Бурятии и села Горный Зерентуй. Однако в каталоге жуков Палеарктики типовым местообитанием указаны окрестности Хребта Петра Первого (Таджикистан).